# Świstowy Grzbiet

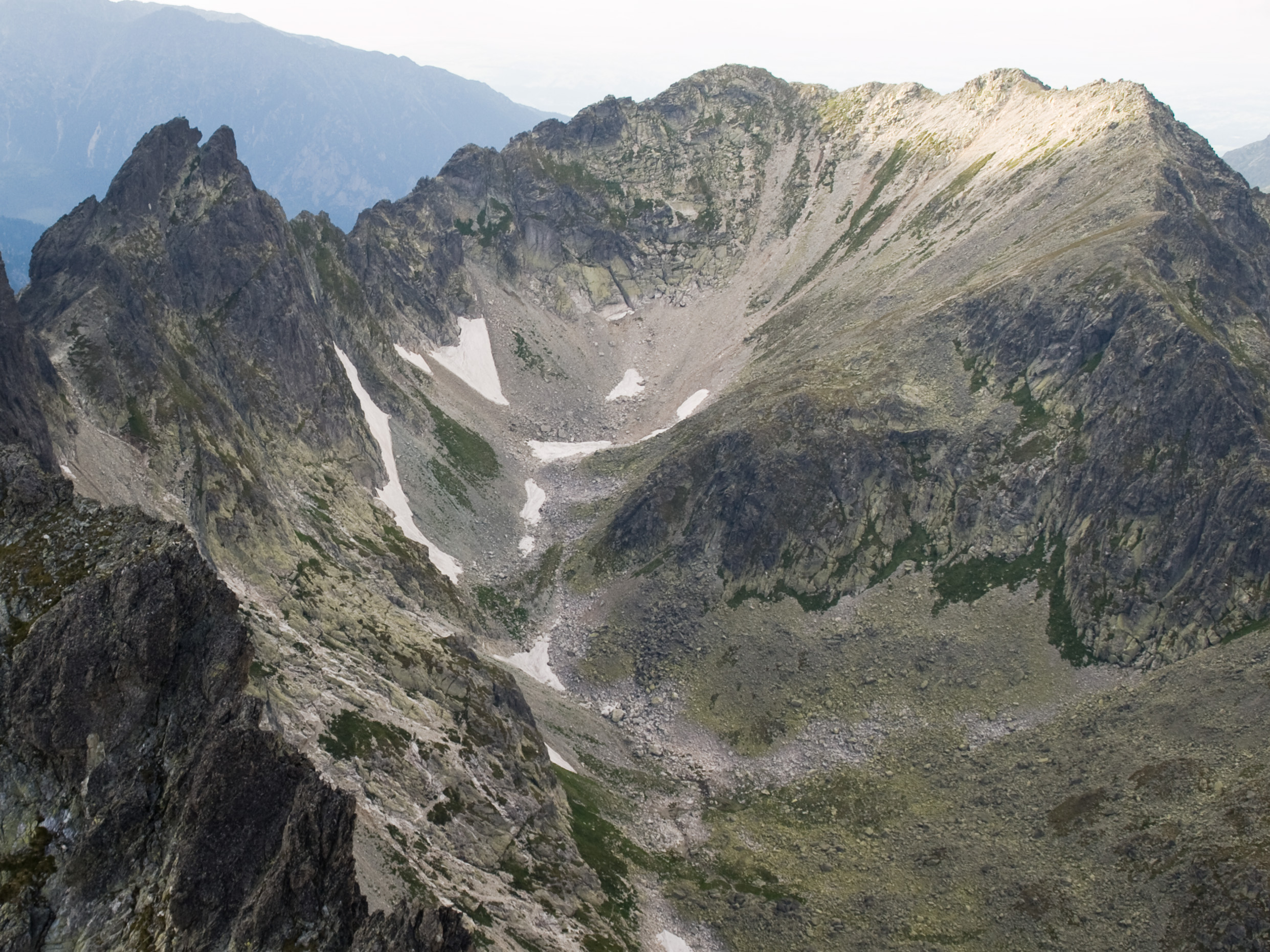
Świstowy Grzbiet po prawej stronie zdjęcia

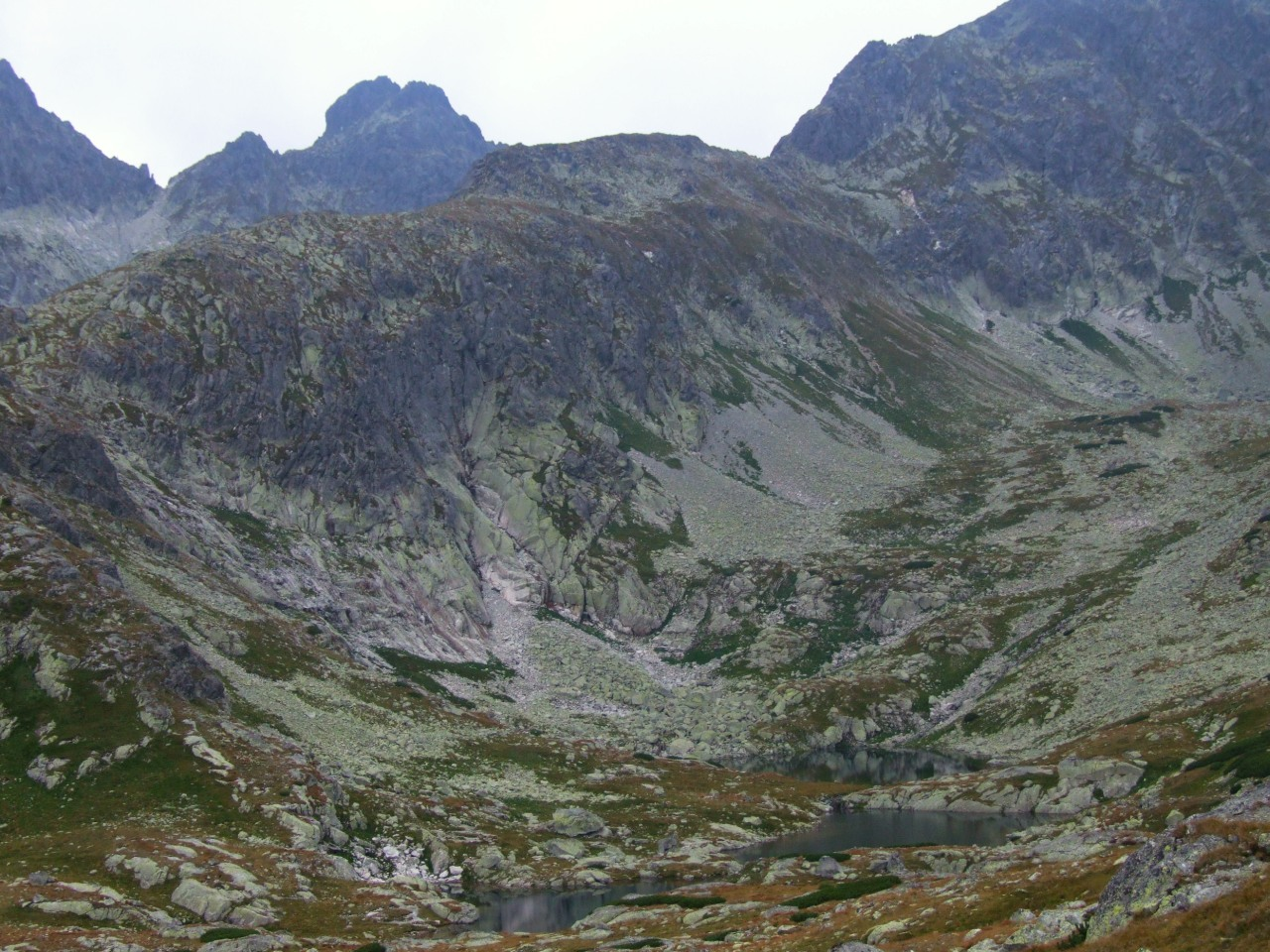
Zbójnickie Stawy i dolne partie Świstowego Grzbietu

Świstowy Grzbiet (słow. Svišťový chrbát) – tatrzańska grań boczna wybiegająca na południowy wschód (w kierunku Długiej Kotliny w Dolinie Staroleśnej) od wierzchołka Pośredniego Świstowego Szczytu (w masywie Świstowego Szczytu) w słowackiej części Tatr Wysokich. Świstowy Grzbiet oddziela Dziką Kotlinę i Kotlinę pod Rohatką na południowym zachodzie od Pustej Kotliny i Zbójnickiej Równi na północnym wschodzie i wschodzie. U wschodnich podnóży Świstowego Grzbietu położone są dwie grupy stawów należących do Staroleśnych Stawów rozsianych po całej Dolinie Staroleśnej – są to Puste Stawy i Zbójnickie Stawy. Na żaden z obiektów w Świstowym Grzbiecie nie prowadzą szlaki turystyczne, jedynie po jego południowo-wschodnich stokach przebiega niebiesko znakowany szlak turystyczny biegnący ze Schroniska Zbójnickiego na Rohatkę.
Obiekty w Świstowym Grzbiecie, począwszy od północnego zachodu:
- Świstowy Zawracik (Predná Svišťová priehyba),
- Mały Świstowy Szczyt (Malý Svišťový štít),
- Zadni Świstowy Karbik (Zadný Svišťový zárez),
- Zadnia Świstowa Kopa (Zadná Svišťová kopa, 2302 m n.p.m.),
- Pośredni Świstowy Karbik (Prostredný Svišťový zárez),
- Pośrednia Świstowa Kopa (Prostredná Svišťová kopa),
- Skrajny Świstowy Karbik (Predný Svišťový zárez),
- Skrajna Świstowa Kopa (Predná Svišťová kopa, 2161 m),
- Wielka Zbójnicka Pościel (Veľké Zbojnícke sedlo),
- Wielka Zbójnicka Bula (Veľká Zbojnícka hlava),
- Mała Zbójnicka Pościel (Malé Zbojnícke sedlo),
- Mała Zbójnicka Bula (Malá Zbojnícka hlava).